# Egressy Béni születése 200. évfordulójára (emlékérme)
Egressy Béni születésének 200. évfordulója alkalmából kiadott ezüst és színesfém emlékérme.

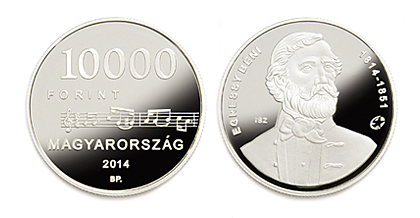
Egressy Béni születésének 200. évfordulója ezüst emlékérme, 2014, Magyar Nemzeti Bank, tervező: ifj. Szlávics László

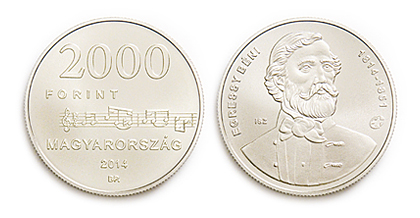
Egressy Béni születésének 200. évfordulója színesfém emlékérme, 2014, Magyar Nemzeti Bank, tervező: ifj. Szlávics László

„EUROPA” nemzetközi emlékérme-sorozat magyar darabja.
Az érme azonos érmeképpel, kétféle anyagból, különböző értékjelzéssel jelent meg.
A tervezésre felkért éremművészek pályamunkái közül ifj. Szlávics László alkotását választotta a szakértői bizottság megvalósításra. Az előlapon az érméken megszokott kötelező elemeken – Magyarország felirat, értékjelzés, BP. verdejel, évszám – kívül, díszítő motívumként a szózat kottájának első taktusait jelenítette meg a művész. A hátlapon Egressy Béni korabeli ábrázolások alapján készült, domborművű mellképe, a zeneköltő neve, a születés és halálozás évszáma látható. A tervező kisméretű monogramja a téma oldalon a váll fölött található, szemben a másik váll fölötti területen kapott helyet az „Eurostar” embléma, ami a nemzetközi éremsor védjegye.

## 10000 Ft értékjelzésű érme adatai
- Kibocsátó: Magyar Nemzeti Bank
- Tervező: ifj. Szlávics László
- Gyártó: Magyar Pénzverő Zrt.
- Kibocsátás: 2014. április 22.
- Névérték 10000 forint
- Anyag:	Ag. 925
- Átmérő: 37 mm
- Súly: 24 gramm
- Széle: recézett
- Kibocsátott mennyiség: 5000 db
- Kizárólag proof minőségben készült.

## 2000 Ft értékjelzésű érme adatai
- Kibocsátó: Magyar Nemzeti Bank
- Tervező: ifj. Szlávics László
- Gyártó: Magyar Pénzverő Zrt.
- Kibocsátás: 2014. április 22.
- Névérték 2000 forint
- Anyag:	Cu75Ni25
- Átmérő: 37 mm
- Súly: 23,7 gramm
- Széle: recézett
- Kibocsátott mennyiség: 5000 db
- Kizárólag BU minőségben készült.